# Kĩ thuật Schlieren

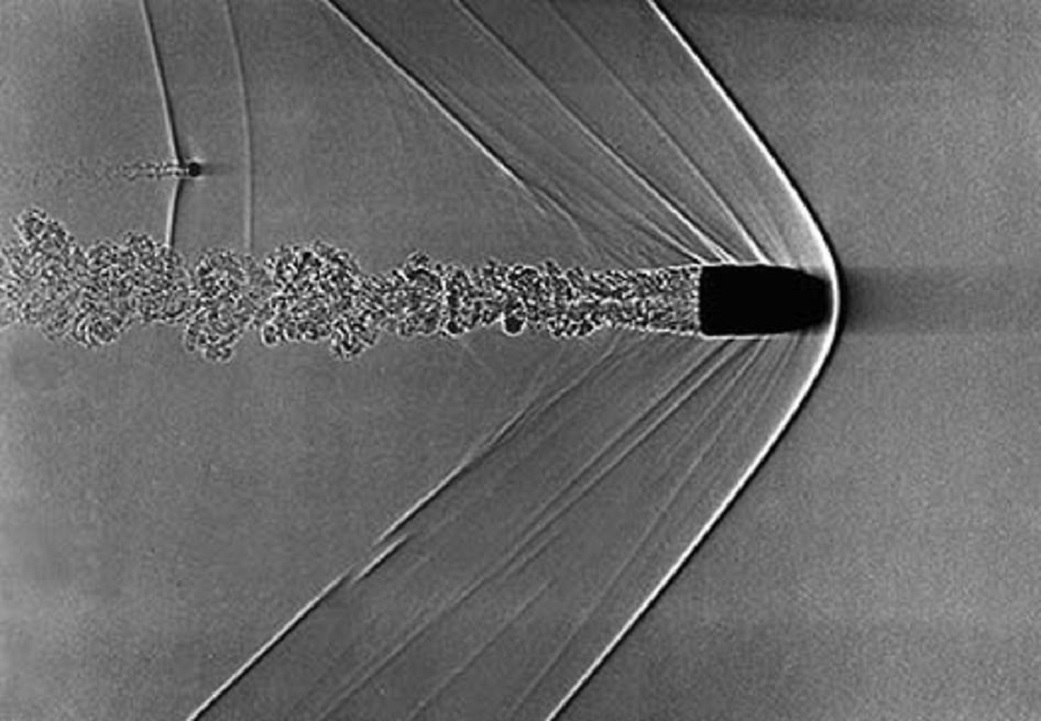
Dòng khí được tạo ra bởi viên đạn

Kĩ thuật Schlieren là một quá trình trực quan được sử dụng để chụp ảnh dòng chảy của các chất lỏng có mật độ khác nhau. Được phát minh bởi nhà vật lý người Đức August Toepler vào năm 1864 để nghiên cứu chuyển động siêu thanh, nó được sử dụng rộng rãi trong kỹ thuật hàng không để chụp ảnh luồng không khí xung quanh các vật thể.

## Kỹ thuật cổ điển
Cách triển khai cổ điển của hệ thống schlieren quang học sử dụng ánh sáng từ một nguồn chuẩn trực duy nhất chiếu vào hoặc từ phía sau một vật thể mục tiêu. Sự thay đổi chiết suất gây ra bởi gradient mật độ trong chất lỏng làm biến dạng chùm ánh sáng chuẩn trực. Sự biến dạng này tạo ra sự thay đổi trong không gian về cường độ ánh sáng, có thể được hình dung trực tiếp bằng hệ thống đo bóng.

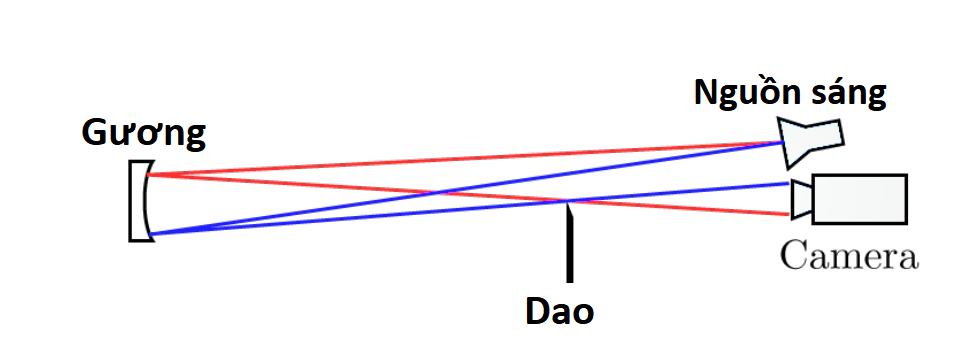
Cách triển khai schlieren cổ điển

Trong nhiếp ảnh schlieren cổ điển, ánh sáng chuẩn trực được hội tụ bằng một thiết bị quang học hội tụ (thường là thấu kính hoặc gương cong), và một lưỡi dao được đặt tại tiêu điểm, được định vị để chặn khoảng một nửa ánh sáng. Trong dòng chảy của mật độ đồng đều, điều này sẽ chỉ làm cho bức ảnh sáng hơn một nửa. Tuy nhiên, trong dòng chảy với sự thay đổi mật độ, chùm méo tập trung không hoàn hảo và các phần đã được hội tụ trong một khu vực được bao phủ bởi cạnh dao sẽ bị chặn. Kết quả là một tập hợp các mảng sáng hơn và tối hơn tương ứng với các khuynh hướng mật độ chất lỏng dương và âm theo hướng pháp tuyến với mép dao. Khi một mép dao được sử dụng, hệ thống này thường được gọi là hệ thống schlieren, đo đạo hàm bậc nhất của mật độ theo hướng của mép dao.
Nếu dòng chất lỏng đồng đều, hình ảnh sẽ ổn định, nhưng bất kỳ sự hỗn loạn nào sẽ gây ra hiện tượng loé sáng, hiệu ứng lung linh có thể nhìn thấy trên các bề mặt được nung nóng vào một ngày nắng nóng. Để hiển thị các cấu hình mật độ tức thời, có thể sử dụng đèn flash trong thời gian ngắn (thay vì chiếu sáng liên tục).

## Kĩ thuật Schlieren lấy nét
Vào giữa thế kỷ 20, R. A. Burton đã phát triển một hình thức chụp ảnh schlieren thay thế, hiện nay thường được gọi là schlieren lấy nét hoặc schlieren ống kính và lưới,dựa trên một gợi ý của Hubert Schardin. Các hệ thống schlieren lấy nét thường giữ lại mép dao đặc trưng để tạo ra độ tương phản, nhưng thay vì sử dụng ánh sáng chuẩn trực và một mép dao duy nhất, chúng sử dụng kiểu chiếu sáng của các cạnh lặp lại với hệ thống chụp ảnh lấy nét.

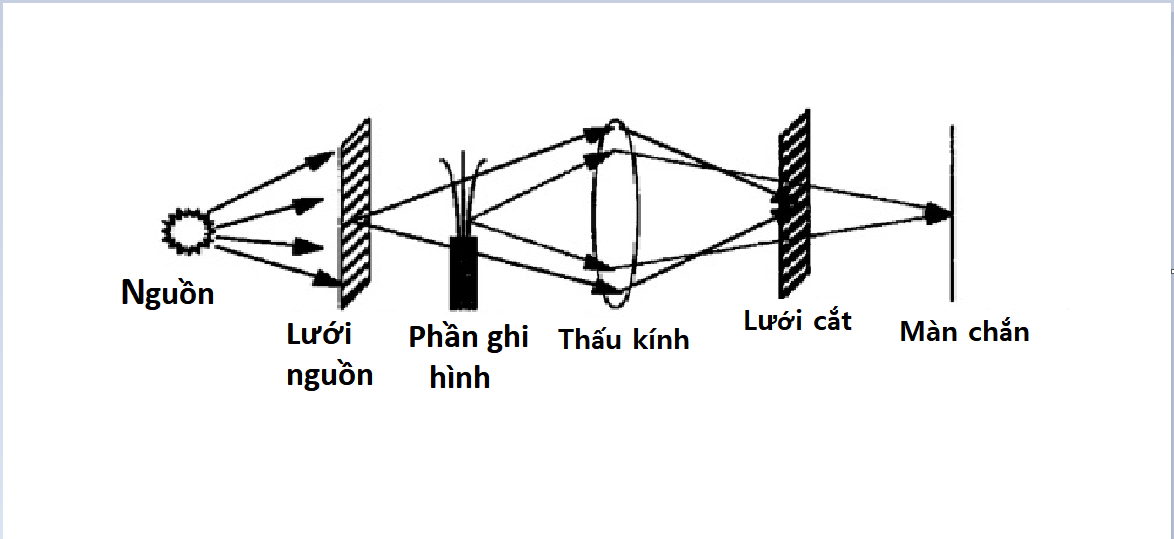
Cách triển khai kĩ thuật Schlieren lấy nét

Ý tưởng cơ bản là mẫu chiếu sáng được chụp trên một mẫu cắt đồng dạng về hình học (về cơ bản là nhiều cạnh dao) với quang học hội tụ, trong khi các mật độ nằm giữa mẫu chiếu sáng và mẫu cắt sẽ được chụp ảnh, thường là bằng hệ thống camera. Như trong schlieren cổ điển, các biến dạng tạo ra các vùng sáng hoặc tối tương ứng với vị trí và hướng của biến dạng, bởi vì chúng chuyển hướng các tia ra xa hoặc vào phần mờ đục của mẫu cắt. Trong khi ở schlieren cổ điển, các biến dạng trên toàn bộ đường đi của chùm tia được hình dung như nhau, trong schlieren lấy nét, chỉ những biến dạng trong trường đối tượng của máy ảnh mới được chụp ảnh rõ ràng. Các biến dạng từ trường đối tượng trở nên mờ, vì vậy kỹ thuật này cho phép lựa chọn độ sâu ở một mức độ nào đó. Nó cũng có ưu điểm là có thể sử dụng nhiều loại nền được chiếu sáng, vì không cần chuẩn trực. Điều này cho phép xây dựng hệ thống schlieren lấy nét dựa trên phép chiếu, dễ xây dựng và căn chỉnh hơn nhiều so với hệ thống schlieren cổ điển. Yêu cầu của ánh sáng chuẩn trực trong schlieren cổ điển thường là một rào cản thực tế đáng kể để xây dựng các hệ thống lớn do yêu cầu quang chuẩn trực phải có cùng kích thước với tầm nhìn. Hệ thống schlieren lấy nét có thể sử dụng quang học nhỏ gọn với kiểu chiếu sáng nền lớn, đặc biệt dễ sản xuất với hệ thống chiếu. Đối với các hệ thống có độ khử sáng lớn, mẫu chiếu sáng cần phải lớn hơn khoảng hai lần so với trường nhìn để cho phép làm mờ mẫu nền.

## Kỹ thuật hướng nền
Kỹ thuật schlieren hướng nền dựa vào việc đo lường hoặc hình dung sự thay đổi trong các hình ảnh tập trung. Trong các kỹ thuật này, nền và đối tượng (phần méo cần hình dung) đều được lấy nét và sự biến dạng được phát hiện vì nó di chuyển một phần của hình nền so với vị trí ban đầu của nó. Do yêu cầu lấy nét này, chúng có xu hướng được sử dụng cho các ứng dụng quy mô lớn, nơi cả vật thể đối tượng và hậu cảnh đều ở xa (thường nằm ngoài khoảng cách siêu tiêu cự của hệ thống quang học). Vì các hệ thống này không yêu cầu bổ sung quang học ngoài máy ảnh, chúng thường được cấu tạo đơn giản nhất nhưng chúng thường không nhạy như các loại hệ thống schlieren khác, với độ nhạy bị giới hạn bởi độ phân giải của máy ảnh. Kỹ thuật này cũng yêu cầu ảnh nền phù hợp.

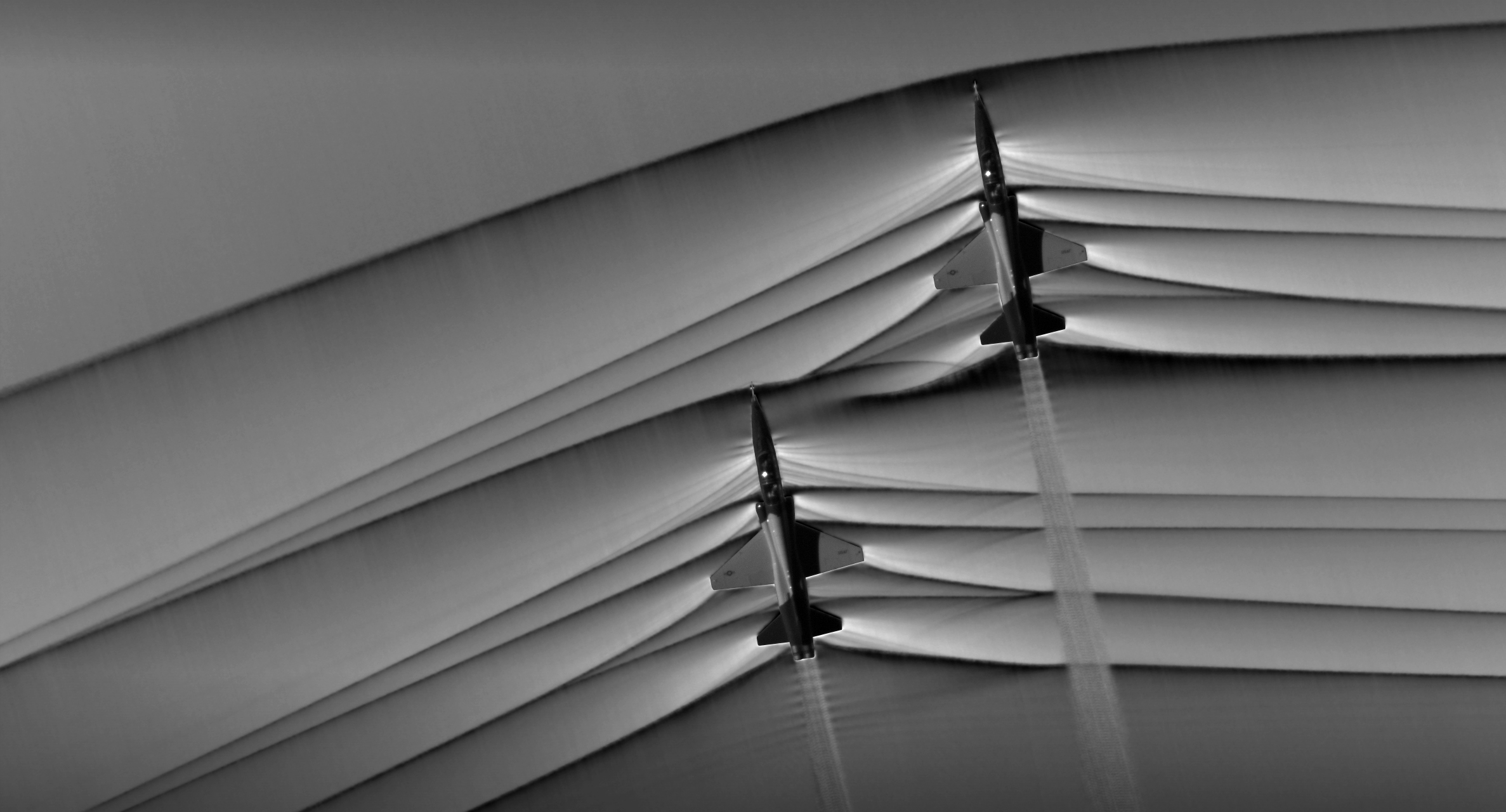
2 chiếc T-38 được chụp bằng kĩ thuật Schlieren hướng nền bởi NASA

Trong một số trường hợp, người thử nghiệm có thể cung cấp nền, chẳng hạn như mẫu đốm ngẫu nhiên hoặc đường sắc nét, nhưng cũng có thể sử dụng các đặc điểm xuất hiện tự nhiên như phong cảnh hoặc nguồn sáng như mặt trời và mặt trăng. Schlieren hướng nền thường được thực hiện bằng cách sử dụng các kỹ thuật phần mềm như tương quan hình ảnh kỹ thuật số và phân tích luồng quang học để thực hiện schlieren tổng hợp, nhưng có thể đạt được hiệu quả tương tự trong tạo ảnh bằng hệ thống quang học tương tự.

## Ứng dụng
Các biến thể của phương pháp schlieren quang học bao gồm việc thay thế lưỡi dao bằng một mục tiêu có màu, dẫn đến schlieren có màu có thể hỗ trợ trong việc hình dung dòng chảy. Các cấu hình cạnh khác nhau như các vòng đồng tâm cũng có thể cung cấp độ nhạy đối với các hướng thay đổi và việc tạo cạnh kỹ thuật số có thể lập trình đã được chứng minh cũng như sử dụng màn hình kỹ thuật số và bộ điều chế.
Hệ thống quang học schlieren hoàn chỉnh có thể được xây dựng từ các thành phần hoặc mua dưới dạng các thiết bị có sẵn trên thị trường. Chi tiết về lý thuyết và hoạt động được đưa ra trong cuốn sách năm 2001 của Settles. Liên Xô đã từng sản xuất một số hệ thống schlieren tinh vi dựa trên nguyên lý kính viễn vọng Maksutov, nhiều hệ thống trong số đó vẫn tồn tại ở Liên Xô cũ và Trung Quốc.
Kỹ thuật Schlieren được sử dụng để hình dung các dòng chảy của các chất khí hoặc chất lỏng do bản thân chúng trong suốt (do đó, chuyển động của chúng không thể nhìn thấy trực tiếp), nhưng tạo thành các áp suất, có thể nhìn thấy trong ảnh schlieren dưới dạng màu xám hoặc thậm chí là màu. Các gradient chiết suất có thể được gây ra bởi sự thay đổi của nhiệt độ / áp suất của cùng một chất lỏng hoặc do sự thay đổi nồng độ của các thành phần trong hỗn hợp và dung dịch. Một ứng dụng điển hình trong động lực học khí là nghiên cứu sóng xung kích trong đạn đạo và các phương tiện siêu thanh hoặc siêu thanh. Có thể hình dung các dòng chảy do nung nóng, hấp thụ vật lý hoặc phản ứng hóa học. Do đó, nhiếp ảnh schlieren có thể được sử dụng trong nhiều vấn đề kỹ thuật như truyền nhiệt, phát hiện rò rỉ, nghiên cứu sự tách lớp ranh giới và mô tả đặc tính của quang học.